# 今市宿 (下野国)
今市宿（いまいちじゅく）は、日光街道の20番目の宿駅（宿場町）である。現在の栃木県日光市今市。
一街道の単なる一地方宿ではなく、日光街道のほか、壬生道、会津西街道、日光北街道などが集まる交通の要衝に立地する宿駅。

## 概要
今市宿は江戸時代に下野国都賀郡にあった宿場町。もと今村と呼ばれていたが宿駅となって住民が宿に集まって活況を呈し、定市が開かれるようになったことから今市宿となったと云われている。
日光例幣使街道と日光街道の追分には地蔵堂がある。ここに安置されているのは像高2メートルの石造地蔵菩薩坐像である。もと空海（弘法大師）が大谷川含満ヶ淵（久次良町）の岸辺に建てた石仏と云われ、大水で流されて今市の河原に埋もれていたのをここに堂を建て安置したものと云われている。徳川吉宗が日光参詣した折、この地蔵が白幕で覆われているのを見て、後は白幕で覆わないよう命じ、この地蔵堂の後ろで朝鮮人参を育てさせたという。正確な造像時期は不明だが、室町時代頃の作と推定されている。
天保14年（1843年）の『日光道中宿村大概帳』によれば、今市宿の本陣は1軒、脇本陣1軒が設けられ、旅籠が21軒あり、宿内の家数は236軒、人口は1,122人であった。

## 今市御殿
今市宿には、寛永9年（1632年）までに御殿が設けられ、寛文5年（1665年）に下賜、寛保2年（1742年）に焼失した。如来寺（浄土）の寺院境内にあり、山門とは別に御殿専用の御成門が設けられていた。今市御殿は、『徳川実紀』によると徳川秀忠の元和8年（1622年）、寛永5年（1628年）、家光の寛永期から慶安元年（1648年）、家綱の慶安2年（1649年）で、日光社参の休泊地として利用された。
今市御殿は、寛永9年（1632年）までに如来寺境内に設けた。この年は、家康の17回忌で、それまでに日光社参は数回行われていたが、まだ専用の休泊施設はなかったため、寺の建造物で休泊した。寛永9年 - 寛文5年（1665年）の間、今市御殿は利用された。御殿の維持・修繕は幕府が行い、寛永11年（1634年）、13年、17年、慶安元年（1648年）、2年、5回の修復されている。寛文5年（1665年）には、御殿を如来寺に下賜。寛保2年御殿が焼失したが、御殿の再建はされなかった。寛保2年以降、日光社参が２回行われているが、如来寺で休憩したという。

## 設備
- 宿駅
  - 本陣高橋家、脇本陣
- 寺社
  - 玄樹院、如来寺、浄泉寺、滝尾権現社、高尾神社
- 接続道路
  - 日光道中
  - 壬生道、鹿沼道（日光例幣使街道）
  - 会津西街道
  - 大田原道（日光北街道）
  - 荊沢道

## 隣の宿
- 日光道中
大沢宿 - 今市宿 - 鉢石宿
壬生通り・日光例幣使街道（鹿沼通り）
今市宿 - 板橋宿（栃木県日光市）
日光北街道
今市宿 - 大渡宿
会津西街道（下野街道）
今市宿 - 大桑宿

## 参考資料
- 中島義一. "徳川将軍家御殿の歴史地理的考察 (第 3 報): 日光社参の場合." 駒澤地理 15 、駒澤大学、1979年: 53-67頁。